# Pepi Bader
Pour les articles homonymes, voir Bader.
Josef Bader, surnommé Pepi Bader, né le 29 mai 1941 à Grainau et mort le 30 octobre 2021 à Garmisch-Partenkirchen, est un bobeur ouest-allemand.

## Biographie
Aux Jeux olympiques d'hiver de 1968 organisés à Grenoble en France, Pepi Bader et le pilote Horst Floth ont le meilleur temps après quatre manches de bob à deux, à égalité avec le bob de l'Italien Eugenio Monti ; Bader est cependant médaillé d'argent à cause d'un moins bon temps lors de la dernière manche. Aux Jeux olympiques d'hiver de 1972, à Sapporo au Japon, Floth et Bader sont à nouveau médaillés d'argent en bob à deux. Bader est également champion du monde de bob à deux et médaillé d'argent en bob à quatre en 1970 à Saint-Moritz (Suisse).
Il meurt le 30 octobre 2021 à  Garmisch-Partenkirchen à l'âge de 80 ans.

## Palmarès

### Jeux Olympiques
- : médaillé d'argent en bob à 2 aux JO 1968.
- : médaillé d'argent en bob à 2 aux JO 1972.

### Championnats monde
- : médaillé d'or en bob à 2 aux championnats monde de 1970.
- : médaillé d'argent en bob à 4 aux championnats monde de 1970.